# Aleksej Kudrin
Aleksej Leonidovitj Kudrin (ry: Алексей Леонидович Кудрин), född 12 oktober 1960, är en rysk politiker och var Rysslands finansminister från 18 maj 2000 till 26 september 2011.
Kudrin studerade vid Sankt Petersburgs universitet och tog sin examen 1983. Han jobbade för borgmästaren i Sankt Petersburg Anatolij Sobtjak från 1990 till 1996 och det var där som han träffade Rysslands president Vladimir Putin.
I augusti 1996 utsågs han till vicechef över Boris Jeltsins presidentkansli med ansvar för handelsfrågor. I mars 1997 blev han förste vice finansminister och den 28 maj 2000 utsågs han av president Putin till finansminister. Tidskriften Euromoney utsåg honom 2010 till årets finansminister.
Trots sitt nära och långvariga samarbete med Putin, har han inte gått med i partiet Förenade Ryssland. Efter en dispyt med president Dmitrij Medvedev, avgick Kudrin från finansministerposten i september 2011.
Sedan sin avgång som finansminister är han dekanus för filosofiska fakulteten vid Sankt Petersburgs universitet.
Sedan april 2012 leder han en organisation med namnet "kommittén för medborgarinitiativ" (Комитет гражданских инициатив).